# Isabela Boscov
Isabela Gimenez Boscov é uma jornalista e crítica de cinema brasileira. É especialista em direção, roteiro, atuação, fotografia, montagem e som. É uma das críticas de cinema mais influentes do país.

## Carreira
Formada em Rádio e TV pela Escola de Comunicações e Artes da Universidade de São Paulo (ECA-USP), começou a carreira no Jornal da Tarde. Trabalhou também na Folha de S.Paulo e como redatora-chefe na revista SET, onde permaneceu até 1999, ano em que chegou à Veja, em que foi editora executiva e responsável pela área de cinema até 2015.
Ainda em 2015, iniciou um canal no YouTube e um blog fundados com o designer Guilherme Gouveia e a produtora Whoopsi Daisy, em que publica críticas e entrevistas, além de continuar a sua colaboração com a Veja.
Ao longo de sua carreira, Boscov já entrevistou pessoalmente celebridades do cinema como Steven Spielberg, Harrison Ford, Mickey Rourke, Quentin Tarantino, Tim Roth, Clint Eastwood, George Lucas, entre outros.
Em 2021, o modo como apresenta suas críticas ganhou repercussão nas redes sociais, com a criação de memes feitos pelos usuários, além do "Acervo Boscov", um perfil no Twitter que reproduz trechos de suas resenhas. Isso levou, em abril de 2022, à participação de Boscov em uma publicidade da Avon, em que foram usadas algumas das falas que viraram memes a partir de suas críticas publicadas no YouTube. Em 5 de junho de 2022, Isabela Boscov comentou no g1 que a faixa etária predominante do público que assistia seus vídeos no YouTube era de mais 30 anos, e após a repercussão dos memes, teve um aumento do público de 14–25 anos.
Atualmente, mantém um perfil na plataforma Letterboxd com um catálogo de suas críticas de cinema publicadas desde 1983.
Em 2 março de 2025, foi uma das comentaristas convidadas pela Nubank para comentar em live o Oscar 2025 em parceria com o TNT e Max.

## Filmografia

### Internet
| Ano           | Título         |
| ------------- | -------------- |
| 2007–2015     | Veja Cinema    |
| 2015–presente | Isabela Boscov |